# Puy Saint-Théodule
Le puy Saint-Théodule est une petite montagne de la grande Terre, l'île principale de l'archipel des Kerguelen, dans les Terres australes et antarctiques françaises. C'est un cône strombolien qui culmine à 366 mètres.

## Toponymie
Ce volcan a été nommé en novembre 1961 lors d'une mission de reconnaissance du plateau Central, conduite par Georges Polian et Georges Rens. Le nom fait référence à Théodule, le personnage de la nouvelle « le diable de Saint-Théodule » de Samivel parue en 1951 dans le recueil « Contes à pic », personnage lui-même inspiré de saint Théodule, le premier évêque du Valais. Polian avait attribué le surnom de Saint-Théodule à Jean Volot, prêtre-ouvrier, l'un des participants à l'équipe de reconnaissance, pour son énergique train de marcheur.

## Géographie

### Situation
Le puy Saint-Théodule se situe sur la marge sud-ouest du plateau Central, à l'extrémité aval du lac d'Hermance. Il domine sur le versant ouest de la vallée, le sandur formé par les embouchures de la Clarée et de la rivière des Galets qui se jettent dans l'anse du Radioleine, au fond de la baie des Swains.

### Topographie
Une petite grotte, localisée sur le versant ouest, sert de dépôt de vivres et éventuellement de refuge sommaire pour les équipes de l'Institut polaire français qui mènent des études scientifiques de terrain. Elle fut initialement aménagée par Polian et Rens, pris dans une tempête de neige, lors d'une tentative clandestine d'ascension du mont Ross en juin 1961.

### Géologie
Comme le volcan du Diable situé environ 7 km plus à l'est, il constitue un appareil éruptif adventif du massif du mont Ross et l'un des plus jeunes volcans des Kerguelen. Il aurait été formé il y a environ un million d'années en débutant par une séquence phréatomagmatique suivie par la projection à l'air libre de pyroclastes dont les dépôts sommitaux se sont produits hors englacement.